# Рихново (Куявсько-Поморське воєводство)
Рихново (пол. Rychnowo, нім. Richnau) — село в Польщі, у гміні Свеці-над-Осою Ґрудзьондзького повіту Куявсько-Поморського воєводства.
Населення — 153 особи (2011).
У 1975-1998 роках село належало до Торунського воєводства.

## Демографія
Демографічна структура станом на 31 березня 2011 року:
|          | Загалом | Допрацездатний вік | Працездатний вік | Постпрацездатний вік |
| -------- | ------- | ------------------ | ---------------- | -------------------- |
| Чоловіки | 74      | 17                 | 51               | 6                    |
| Жінки    | 79      | 18                 | 45               | 16                   |
| Разом    | 153     | 35                 | 96               | 22                   |